# جند اردن

سوریه و استان‌های آن در زمان خلافت عباسیان

جند اردن، بعد از اینکه سرزمین شام در زمان عمر بن خطاب تصرف شد، شام به چند بخش تقسیم شد که هر کدام آن را جند نام گرفت که جند اردن یکی از پنج جند تابع ولایت شام بود. چهار جند دیگر جند قنسرین، جند دمشق، جند حمص و جند فلسطین نام داشت. جند اردن نامش را از رود اردن گرفته بود. کوچک‌ترین جند شام به شمار می‌رفت و مرکزش طبریه بود.